# Pentium II
Pentium II ingår i en processorserie från Intel. Den är en utveckling av (och därmed kompatibel med) äldre mikroprocessorer från Intel såsom 8088, 8086, 80286, 80386, 80486 och Pentium och Pentium Pro. Datorer byggda kring dessa processorer brukar kallas PC-kompatibla. Intel Pentium arbetar enligt x86-strukturen.
Det finns andra tillverkare av processorer med samma instruktionsuppsättning, till exempel AMD som tillverkar Athlon. Datorer med sådana processorer kan numera betraktas som PC-kompatibler, vilket dock tidigare var en sanning med modifikation.
Intels efterföljare till Pentium Pro gick under arbetsnamnet Klamath, och var även tänkt att ersätta Pentium MMX. När den började säljas i maj 1997 blev det med namnet Pentium II. Det blev en del förändringar mot Pro-modellen. Pentium II fick MMX instruktionsuppsättning, dubbelt så stor intern L1-cache.
Ett nytt drag från Intel var även att sätta processorn på ett instickskort med Single Edge Contact-design (SEC), som passade Slot 1-kontakten på moderkort avsedda för just Pentium II. Tidigare kunde man välja mellan CPU från Intel eller AMD till samma moderkort.
En fördel med SEC var att L2 kunde lyftas bort från CPU och läggas på instickskortet, vilket gav lägre tillverkningskostnader. Dock sänktes hastigheten för L2-cachen, från att ha arbetat på processorns frekvens till halva frekvensen.
Efterföljaren till Klamath blev Deschutes. Även den såldes med namnet Pentium II. Deschutes, som började säljas i april 1998, skiljer sig egentligen inte så mycket från Klamath, men de skillnader som finns är ändå av märkbar betydelse. Kretsbanorna på Deschutes är 0,25 μ breda, vilket kan jämföras med 0,35 μ på Klamath.
En viktig skillnad är också att Deschutes kan köras med en extern frekvens på 100 MHz istället för 66 MHz.
Pentium II ersattes av Pentium III under hösten 1998.
|                         | Pentium II               |          |          |          |          |           |           |       |       |       |       |
| Generell information    | Tillverkare              | Intel    | Intel    | Intel    | Intel    | Intel     | Intel     | Intel | Intel | Intel | Intel |
| Generell information    | Kodnamn                  | Klamath  | Klamath  | Klamath  | Klamath  | Deschutes | Deschutes |       |       |       |       |
| Generell information    | Version                  | 233      | 266      | 300      | 333      | 350       | 400       |       |       |       |       |
| Generell information    | Introducerad             | maj 1997 | maj 1997 | maj 1997 | maj 1997 | apr 1998  | apr 1998  |       |       |       |       |
| Generell information    | Processorhastighet (MHz) | 233      | 266      | 300      | 333      | 350       | 400       |       |       |       |       |
| Fysiska specifikationer | Processteknologi         | CMOS     | CMOS     | CMOS     | CMOS     | CMOS      | CMOS      |       |       |       |       |
| Fysiska specifikationer | Kretstjocklek (μ)        | 0,35     | 0,35     | 0,35     | 0,35     | 0,25      | 0,25      |       |       |       |       |
| Fysiska specifikationer | Storlek (mm²)            | 203      | 203      | 203      | 203      | 203       | 203       |       |       |       |       |
| Fysiska specifikationer | Transistorer (miljoner)  | 75       | 75       | 75       | 75       | ?         | ?         |       |       |       |       |
| Extern arkitektur       | Databuss (bitar)         | 64       | 64       | 64       | 64       | 64        | 64        | 64    | 64    | 64    | 64    |
| Extern arkitektur       | Adressbuss (bitar)       | 32       | 32       | 32       | 32       | 32        | 32        | 32    | 32    | 32    | 32    |
| Extern arkitektur       | Max adresserbart minne   | 4 GB     | 4 GB     | 4 GB     | 4 GB     | 4 GB      | 4 GB      | 4 GB  | 4 GB  | 4 GB  | 4 GB  |